# 小笠原三九郎
小笠原 三九郎（おがさわら さんくろう、1885年（明治18年）4月5日 - 1967年（昭和42年）12月13日）は、昭和期の日本の政治家、実業家。商工大臣（第26代）、農林大臣（第15代）、通商産業大臣（第7代）、大蔵大臣（第57代）、衆議院議員（6期）。西尾市名誉市民。
経済人としては華南銀行専務、日本貿易振興会、財団法人東京連合防火協会、南方農林協会各会長、極洋捕鯨（現・極洋）社長・取締役・相談役・監査役、太平洋海運社長・会長・相談役などを務めた。

## 来歴

### 生い立ち
愛知県幡豆郡室場村（現西尾市）に、父小笠原長左衛門と母せいの間に誕生。三男三女の末子であった。室場尋常小学校、西尾高等小学校に入学。1899年（明治32年）西尾高等小学校を卒業すると、酒醸造を営む西倉合資会社に入社。西倉実業補習学校において学校長の疋田桂太郎より醸造を学んだ。
疋田に東京高等工業学校への進学を強く勧められた小笠原は、1901年（明治34年）3月に西倉合資会社を退職して上京、築地工手学校に入学した。しかし東京帝国大学を見て同校への進学を決心し、4月には築地工手学校を退学。12月に私立大成中学校の第三学年に編入したが、学力不足を痛感し、翌年退学した。正則英語学校・順天求合社で英語・数学を学んだのち、1903年（明治36年）私立郁文館中学の第五学年に編入、翌年卒業。第三高等学校大学予科を経て、念願の東京帝国大学法科大学法律学科（独逸法研修）に入学した。

### 台湾銀行時代
1911年（明治44年）東京帝大を卒業すると、岡野敬次郎の推薦で台湾銀行に入行。東京支店支配人代理、広東支店長、日支合弁の「華南銀行」（本店台北）専務などを歴任した。
1921年（大正10年）台湾銀行に大蔵省検査が入り、台湾銀行不良債権の華南銀行肩代わりが明らかになったことにより、小笠原を含む華南銀行常任役員5名が華南銀行（台湾銀行）を退職した。しかし台湾銀行の人材不足や、問題の債権処理に小笠原は何ら係っていなかったことから台湾銀行に復帰し、審査第一部長として台湾銀行不良債権処理と鈴木商店の破綻処理にあたる。

### 政界入り
1926年（大正15年）台銀を退職後、華南銀行専務取締役のほか、南洋倉庫監査役、大和護謨栽培（後の兼松サステック）取締役、スマトラ護謨拓殖（後にスマトラ拓殖）監査役、台湾土地開拓社長などを歴任。スマトラ拓殖社長の山地土佐太郎と親しくなり、1937年（昭和12年）9月3日の極洋捕鯨（現・極洋）の創業にあたって監査役に就任した。
1928年（昭和3年）の第16回衆議院議員総選挙で愛知県4区より立候補したが、落選。1932年（昭和7年）第18回衆議院議員総選挙に立憲政友会公認で再び愛知4区から立候補し初当選する。以後当選6回を数えた。政友会分裂後は中島派に所属、大日本政治会政務調査副会長、大蔵政務次官（小磯内閣）などを歴任する。戦後は幣原内閣に商工大臣として初入閣。元三井総元方理事長の向井忠晴、元運輸大臣の小日山直登という大物を招聘してそれぞれ貿易庁長官、石炭庁長官に据え、また大幅な人事異動を断行して戦後の経済再建にあたった。

### 公職追放と復帰

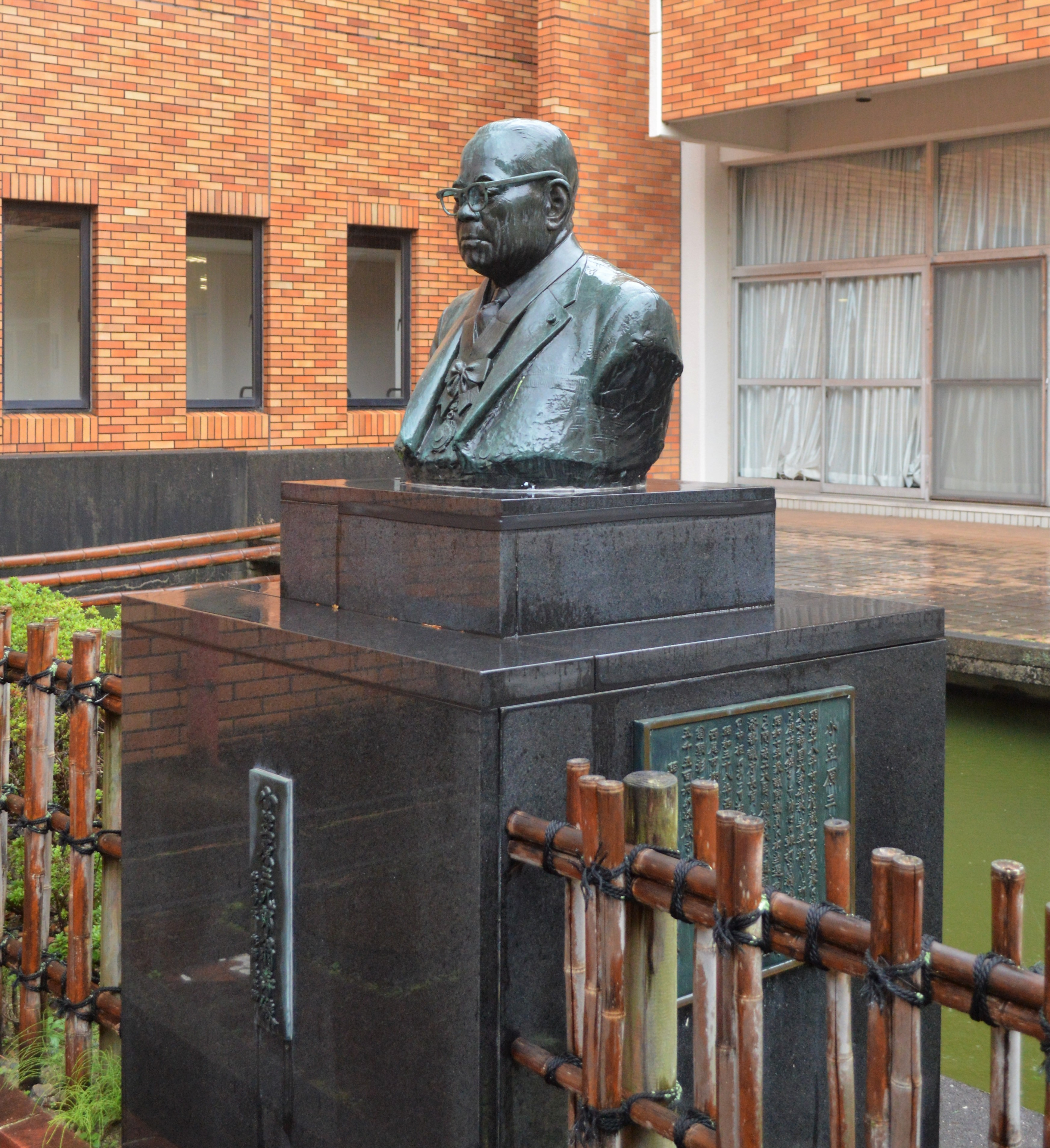
小笠原三九郎の胸像

1945年（昭和20年）11月16日の日本進歩党の結成に参加したが、1942年（昭和17年）の翼賛選挙で翼賛政治体制協議会の推薦を受けて当選していたため1946年（昭和21年）に公職追放された。1950年（昭和25年）12月、山地の相談役就任に伴い、極洋捕鯨の2代目社長に就任。1951年（昭和26年）追放を解除され、翌年の総選挙で自由党から復活当選を果たす。同年10月第4次吉田内閣で農林大臣として入閣し、主管大臣との兼務は困難との理由で極洋捕鯨の社長を退任した。同年12月通商産業大臣兼経済審議庁長官に転ずる（翌年3月より通産相専任）。1953年（昭和28年）5月第5次吉田内閣で大蔵大臣に就任し、当時大幅な赤字となっていた国際収支を改善すべく、国内経済縮小によって物価の引き下げて国際競争力の向上を図るため、財政金融一体の引き締め政策を推進した。1954年（昭和29年）吉田内閣が総辞職すると、自由党顧問に就任。翌年発足した自由民主党でも顧問を務めた。
1958年（昭和33年）5月の総選挙では日本社会党の新人候補である太田一夫と伊藤よし子が共に当選。そのあおりを受けて次点で落選。政界を引退し、経済人としての活動に専念する。1964年（昭和39年）春の叙勲で勲一等瑞宝章受章。1967年（昭和42年）12月13日死去、享年82歳。死没日をもって従三位から正三位に叙され、銀杯一組を賜った。

## エピソード

### 大蔵省検査と岡田信
1921年（大正10年）、台湾銀行に大蔵省特別銀行課長岡田信を責任者とする検査が入った。これより先に、台湾銀行の貸出中不良とみられるものの相当額が華南銀行貸出に肩代わりが行われていた。岡田課長の追求は華南銀行に及び華南銀行の減配・整理にまで話が及ぶこととなり、対向の為役員全員の総辞職を申し入れたが岡田の考えにまったく影響を及ぼすこと無く、結果的に華南銀行常勤役員5名が全員辞職することとなった。華南銀行整理案に関して小笠原と岡田との間で激論が交わされたが、結果的に二人の間に個人としての信用が芽生え、華南銀行退職後は小笠原を台湾銀行で重用すべきとの口添えが岡田より台湾銀行中川頭取に対し行われた。
小笠原が東京に定住することとなると、岡田と小笠原は共にダンスレッスンを習ったり、酒席を共にして抱負を語り合ったりした。一時期暮らした池袋の家も岡田の自宅の近くと言うことで買い求めたものであり、また岡田が市川に転居した後は家族で苺狩りに岡田宅に邪魔するなど家族ぐるみで付き合った。岡田は大蔵省を退任したあと内務省官僚の南弘に引っ張られ東洋拓殖理事や台湾総督府財務局長・北海道拓殖銀行頭取になったが、ある晩岡田が自宅に来て「満洲興銀総裁にならないかと言う話あるが、どう思うか」との相談を受けた。小笠原は「率直に言うと今は満洲時代で国内の経済すら満洲に引き回される状況にある。僕なら受ける。満洲から帰ってきたら大蔵畑の指導者になれば良い」と回答した。岡田は「君も勧めるなら行って一働きしてくるか」と語った。こうして岡田は満洲興銀総裁となったが、その評判は頗る高かった。しかし日本が敗戦すると、岡田は中国人によって殺害されてしまった。その死を聞いた際、小笠原は「剛直・恬淡・親切で人情に篤く進んで他人の難を救う人であったため、満洲で敵の弾丸に倒れることとなったのではないか、岡田の死が悼まれてたまらない。岡田へのアドバイスが今までの人生の中で最も後悔すべきことがらだ」と語った。

### 鈴木商店破産処理
台湾銀行審査第一部長として鈴木商店の破産処理にあたった際、「自分には私利私欲は一切無い」と主張する支配人金子直吉に向かって「あなたは“所有欲”は無いかも知れないが、“使用欲”については天下無類である。今後私欲が無いなどとは絶対に言わせませんよ」と単刀直入に言い放ち、金子を沈黙させたことがある。

### 政界進出
1925年（大正14年）秋、小笠原は台湾銀行頭取を退任間もない中川小十郎から連絡を受け訪問した。中川は台銀を退職したとは言え貴族院議員で立命館大学総長を勤めており政界に対して隠然たる力を持っていた。その様な中川から「君のような悍馬は新頭取には無理かもしれないし、君も今の台銀で働くのは面白くなかろう。僕は君をよく知っているつもりだが、君の素質なら政治家となるのが一番大きく伸びる見込みがあると思う。もし君がその気なら、資金の方は僕ができるだけ心配するから、君は選挙区を選びたまえ。郷里の三河が適当と思うならば、早速、郷里の県会議員だとか、町村長だとか、地方有力者その他の人々と接触することのつとめて、その準備に取り掛からなければならない。それらの人々で僕に会わせた方がよいと言う人がいたら、いつでも会ってあげるから、紹介ないし引っ張ってくれば君のためになるようにお取り計らいするから」と、中川自身が既に小笠原の政界進出を決めたような話を出された。実際小笠原も台銀については身を引くべき時期との考えを持っていたため、中川の話は小笠原にとって渡りに船の話であった。その後、中川は小笠原に会うたびに政界進出を勧め、小笠原も漸く意を決し1926年（大正15年）4月の選挙の立候補すべく台銀を退職した。

## 著作
- 「南洋紀要」（小笠原三九郎著 1927年）
- 「金買入法と金の諸問題」（小笠原三九郎著 立命館出版部 1934年）[2]
- 「国政一新論叢 高橋財政の再吟味(小笠原三九郎)・鉄関税引下に就いての数箇の疑点(小笠原三九郎)」（言海書房 1935年）
- 「事変下の予算と経済（昭和13至14年版）」（小笠原三九郎著 立命館出版部 1939年）
- 「東亜共栄圏と経済」（小笠原三九郎著 大日本法令出版 1941年）
- 「日本の財政:現状と将来」（小笠原三九郎著 実業之日本社 1954年）[2]
- 「ことわざ処世訓 上巻下巻」（小笠原三九郎著 学風書院 1958年）
- 「私の自己診断」（小笠原三九郎著 実業之日本社 1962年）
- 「人生は短い:自伝 上巻下巻」（小笠原三九郎述 小笠原秀郎 1967年）

## 家族
- 父 小笠原長左衛門
- 母 せい（犬養吉右衛門の姉）
- 長兄 市次郎（愛知県幡豆郡室場村村長・村会議員などを歴任する。）
- 次男 夏目長四郎（夏目家の養子となる。愛知県額田郡幸田村村長・郵便局長などを歴任する。）
- 長女 鈴木了順尼（知足寺庵主）
- 三女 沢田性順尼
- 妻 栄子 常井誠一郎の長女
- 長男 康郎
- 長女 寿子
- 次女 洋子
- 次男 秀郎
- 三女 敏子
- 三男 忠郎